# Priceville (Alabama)
 Priceville, Alabama és una població dels Estats Units a l'estat d'Alabama. Segons el cens del 2000 tenia 1.631 habitants.

## Demografia
Segons el cens del 2000, Priceville tenia 1.631 habitants, 620 habitatges, i 518 famílies La densitat de població era de 122 habitants/km².
Dels 620 habitatges en un 33,2% hi vivien nens de menys de 18 anys, en un 73,2% hi vivien parelles casades, en un 6,6% dones solteres, i en un 16,3% no eren unitats familiars. En el 13,5% dels habitatges hi vivien persones soles el 5,2% de les quals corresponia a persones de 65 anys o més que vivien soles. El nombre mitjà de persones vivint en cada habitatge era de 2,63 i el nombre mitjà de persones que vivien en cada família era de 2,89.
Per edats la població es repartia de la següent manera: un 23,9% tenia menys de 18 anys, un 7% entre 18 i 24, un 29,7% entre 25 i 44, un 28,3% de 45 a 60 i un 11,2% 65 anys o més.
L'edat mediana era de 38 anys. Per cada 100 dones hi havia 99,6 homes. Per cada 100 dones de 18 o més anys hi havia 98,2 homes.
La renda mediana per habitatge era de 51.875 $ i la renda mediana per família de 55.885 $. Els homes tenien una renda mediana de 37.679 $ mentre que les dones 28.750 $. La renda per capita de la població era de 22.056 $. Aproximadament el 2,2% de les famílies i el 5,6% de la població estaven per davall del llindar de pobresa.

## Poblacions properes
El següent diagrama mostra les poblacions més properes.